# Mezinárodní unie geologických věd
Mezinárodní unie geologických věd (anglicky International Union of Geological Sciences, zkratka IUGS) je mezinárodní nezisková organizace věnující se mezinárodní spolupráci v oblasti geologie. Byla založena v březnu 1961 v Paříži, v současnosti zastupuje geology a organizace ze 121 zemí světa. Sídlem sekretariátu IUGS byla geologická služba Norska (NGU) v Trondheimu. V roce 2015 sekretariát sídlí na čínské akademii geologických věd v Pekingu.
IUGS podporuje studium geologických problémů, zejména s celosvětovým dopadem, taktéž zabezpečuje vědeckou spolupráci s jinými vědními obory. Je organizátorem Mezinárodního geologického kongresu, který se koná každé čtyři roky. IUGS spolupracuje s UNESCO na Mezinárodním geovědním programu (IGCP, International Geoscience Programm).